# Aloe canii
Aloe canii é uma espécie de liliopsida do gênero Aloe, pertencente à família Asphodelaceae.